# СКАЙ
«СКАЙ» — украинская рок-группа. Группа основана в 2001 году в Тернополе. Определяют свой стиль как поп-рок.

## История
Основатели группы Олег Собчук и Александр Грищук вместе учились в тернопольском Галицком Колледже. В 2001 году они собрали группу, названную СКАЙ.
За короткое время группа получила известность, в основном в Западной Украине, выступив на фестивалях Червона Рута, Перлини сезону, Таврийские игры и других, менее значимых.
В 2005 году коллектив принял участие в проекте Свежая кровь на музыкальном телеканале М1, это и стало настоящим началом популярности. Эдуард Клим, один из членов жюри и основатель Lavina Music, оценил стиль и музыку СКАЙ, поэтому предложил им подписать контракт.
После начала работы с Климом, название группы стало писаться с точками — «С. К. А. Й.». Тогда же треки, что позже вошли в альбом «Тебе це може вбити», вышли в ротацию на 25 украинских радиостанциях. Сразу на одноименную песню, а также песни «Ремикс» и «Те, що треба» сняты клипы. Сам Собчук характеризует последний трек как «романтическую балладу». Жена Олега Собчука стала героиней клипа на песню «Тебе це може вбити».
В 2006 году на том же лейбле Lavina Music выходит дебютный альбом «То, что надо» с одноимённой песней, которая также довольно быстро приобретает популярность. Музыканты группы экспериментируют с музыкой: в первом альбоме есть как динамичные, бодрые песни, так и серьезные, лирические треки.
В 2007 году выходят клипы на треки «Как меня зовут» и «Best друг». В последнем клипе внимание зрителя привлекается к проблеме людей, живущих с ВИЧ: участники клипа — люди, которые узнают о вич-положительном результате одного из друзей, оставляют его в одиночестве, только один друг остается с ним, это Олег Собчук. В словах песни подобного посыла нет.
31 октября 2007 года был презентован второй альбом группы Планета С. К. А. Й.. Солист Олег Собчук так описал этот альбом: «Мы хотели показать наше видение настоящей музыки. Музыки о вещах, которые являются действительно ценными в жизни. Это и есть наша своеобразная планета — Планета СКАЙ».
В 2008 году группа получает премию «НеПопса» от радиостанции Джем ФМ, Олег Собчук побеждает в номинации «Лучший вокалист», а в номинации «Лучший альбом года» побеждает альбом «Планета С. К. А. Й.»
В мае 2008 года выходит композиция «Подари свет», песня была записана в двух вариантах: в лирической и рок-версии. Также записано клипы к обеим аудиоверсий одной и той песни. Того же года группа выступала в концертном туре по городам Украины, России и Беларуси, посвященном 1020-летию Крещении Руси, а также как хедлайнеры рекламного тура «Djuice Music Drive 2008», устроенного украинским виртуальным мобильным оператором Djuice.
В 2009 году группа получает две статуэтки «НеПопса» от радио Джем ФМ: клип «Подари свет» победила тогда в номинации «Лучший клип года», а концертный тур с участием групп ДДТ и Братья Карамазовы отмечен как «Лучший тур года». В этом году группа выступает в польском Люблине на музыкальном фестивале, посвященном акции «Потому что я был чужаком».
В 2010 году выходит третий альбом под названием «!», куда входят треки, записанные дуэтом с терцией и Дмитрием Муравицким (Муриком) из Green Grey. Музыкальный критик Владимир Малышенко так прокомментировал этот альбом: «Один из коллективов, который подавал большие надежды на прорыв в отечественном шоубизе, но и по сей день лыжи не едут. Впрочем, коллектив не сдается и вот уже издал третий альбом, который ничем кардинально не отличается от обоих предыдущих». В мае того же года группа становится лауреатом премии Фавориты Успеха в номинации «мужская группа».
В сентябре 2011 года выступление на фестивале антиMONEY в Каменец-Подольском.
В сентябре 2012 года группа выступает на благотворительном концерте в вместе с другими известными украинскими группами, цель концерта — сбор средств на закупку реактивов для диагностики и препаратов лечения людей с онкологическими заболеваниями для Национального института рака. Вместе с группой в киевской StereoPlaza выступили Друга Ріка, Бумбокс, Океан Ельзи, Кроха, O. Torvald, Bahroma.
В 2013 году группа получила вторую награду от проекта «НеПопса», на этот раз в номинации «Лучшая акустическая программа».
В 2014 году выходит четвёртый альбом «Край неба». Запись происходила на нескольких студиях, а в записи вокальной партии песни «Пока жива любовь» приняла участие жена Олега Собчука Мария.
28 ноября того же года в киевском зале StereoPlaza группа презентует концертное шоу «С. К. А. Й. ALIVE» в сопровождении камерного оркестра продолжительностью 2,5 часа. Кроме зрителей в зале, выступление можно было смотреть в онлайн-трансляции. Концерт был разделен на две части: лирическую и динамическую.
В феврале 2015 года группа провела благотворительный двухнедельный тур по большим городам Канады: Виннипег, Ванкувер, Саскатун и Торонто. Музыканты исполнили акустические версии своих песен, а все собранные средства направили в благотворительный фонд для пострадавших в войне на востоке Украины.
В 2016 году группа отметила 15-летие, в связи с чем был проведён юбилейный тур. В частности, в феврале отыграли концерты в Лондоне, Дублине и Париже.

## Состав
- Олег Собчук[укр.] — вокал, гитара
- Александр Грищук — гитара, бэк-вокал
- Александр Друкер — бас
- Юрий Мозиль — клавишные
- Сергей Недашковский — ударные

## Дискография
- 2006 — «Те, що треба»
- 2007 — «Планета С. К. А. Й.»
- 2010 — «!»
- 2014 — «Край неба»
- 2016 — «Нове життя»
- 2018 — «Рідкісні птахи»
- 2023 — «Напролом»
- 2025 — «Час»

## Клипы
| Год  | Песня                                           |
| ---- | ----------------------------------------------- |
| 2005 | «Тебе це може вбити»                            |
| 2006 | «Ремікс»                                        |
| 2006 | «Те, що треба»                                  |
| 2007 | Не йди (вместе с Гайтаной)                      |
| 2007 | Best друг                                       |
| 2007 | Подаруй світло                                  |
| 2007 | Як мене звати                                   |
| 2010 | Знак оклику                                     |
| 2010 | Ну а я                                          |
| 2010 | Любов                                           |
| 2011 | Зникаю                                          |
| 2011 | Струна                                          |
| 2011 | High time to see Ukraine (Час побачити Україну) |
| 2011 | Історія                                         |
| 2012 | The String                                      |
| 2012 | Небезпечна                                      |
| 2013 | Ти сподобалась мені                             |
| 2013 | Поки жива любов                                 |
| 2013 | «Ми прагнемо змін»                              |
| 2014 | Ми разом!                                       |
|      | Край неба                                       |
| 2015 | Дай мені любов                                  |